# Đuro Kuntarić
Đuro Kuntarić (Požega, 23. travnja 1893. – Požega, 4. studenog 1983.) bio je hrvatski publicist i odvjetnik.

## Životopis
Sin je prevoditelja i publicista Maksimilijana.  Brat mu je bio Zlatko, zagrebački pravnik i odvjetnik. Završio je klasičnu gimnaziju u Požegi 1911. te je doktorirao na Pravoslovnom i državoslovnom fakultetu u Zagrebu 1916. godine. Radio je kao odvjetnički vježbenik u Osijeku, Đakovu i Požegi do 1919. godine. Od 1920. do umirovljenja 1960-ih radio je kao odvjetnik u Požegi.
Koristio se i pseudonimima: „Dr. Jurislav” i „Đuka Štefin”.

## Djela
- „Hrvati u Svetoj Zemlji” (suautor: Josip Rožman, Zagreb, 1938.)
- „Zadrugarstvo” (1939.)
- „Bilješke iz starije prošlosti Vijenca” (Slavonska Požega, 1974.)
- „Vilma Nožinić” (Slavonska Požega, 1977.)[1]

### Članci
- Kokolari, Martina. 2013. Kuntarić, Đuro. Hrvatski biografski leksikon. Zagreb.  journal zahtijeva |journal= (pomoć)

## Vanjske poveznice
Ostali projekti
|  | Zajednički poslužitelj ima još gradiva o temi Đuro Kuntarić |